# Чорос
Чорос (монг. цорос, чорос) — средневековое ойратское этно-территориальное объединение. Известно в историографических источниках отдельное племя (отог) — цорос, от которого предположительно берет корни аристократический род Чорос, правящий в объединении западных монгольских племен в XV-XVII веках. В ойратских (в том числе и калмыцких) мифах — предок джунгарских и дербетских (монг. зүүнгар, дөрвөд) родов. Род чоросских нойонов занимал руководящую роль в Ойратском союзе XIV-XV веков.
Ойратские хунтайджи и ханы из рода Чорос, выступали не только как «национальные» правители ойратов, но и сюзерены целого ряда вассальных народов и государств. В первой половине XVIII века зависимость от джунгарских монархов-хунтайджи признавали правители Восточного Туркестана, среднеазиатских городов-государств Ташкента, Туркестана, Ходжента и Самарканда казахские ханы и султаны Старшего и Среднего жузов. Признавали власть Галдан-Цэрэна и некоторые сибирские народы, находившиеся в подданстве России и платившие ясак: как сообщает тарский казачий голова И. Д. Чередов, побывавший в Джунгарии в 1713–1714 и 1719 годах эти «ясачные» платили также «алман» джунгарскому властителю. Сохранялась эта практика и десятилетия спустя: факты уплаты «алмана» «ясашными иноверцами» ойратским правителям отмечает драгун М. Давыдов, побывавший в Джунгарии в 1745 году.

## История
- Чоросский тайджи вместе с женой
- Чоросский зайсанг вместе с женой
- Чоросы-простолюдины

После распада Монгольской империи представители рода Чорос Махаму, его сын Тогон и внук Эсэн не только стали во главе западных монголов, но и во второй раз после Чингисхана объединили всю Монголию. По всей видимости Чоросы как племя пришли из Могулистана и вошли в состав ойратов, которые изначально состояли из хойтов и баатудов. Впоследствии оттеснив хойтов от власти Чоросы стали руководить союзом, к которому позже присоединились торгуты и хошуты. Один из известнейших чоросских нойонов Эсэн-тайши прославился тем, что в войне с Минской династией, захватил в плен китайского императора Чжу Цичжэня, что стало известно в китайской истории как Тумуская катастрофа. Его сестра была замужем за монгольским ханом чингизидом Тайсуном (Тохта-Буга). Эсэн сверг его и стал ханом.
Правление Эсэна отмечается историками как самое блистательное время в истории ойратов. Под руководством Чоросов ойратами проводилась и успешная завоевательная политика.
По данным «Мин шилу», один из юаньских военачальников Мункэ-Темир ещё до свержения Юань (или вскоре после этого) объявил себя правителем ойратов, после смерти Мункэ-Темира его владение распалось на три части, каждой из которых управлял отдельный правитель: Махаму, Тайпин и Бату-Болод. Златкин отмечает, что в 1409 году минский император Чжу-Ди наградил почетными титулами и ценными дарами трех ойратских правителей, уделив особое внимание Махаму.
В 1455 году Эсэн был убит, в связи с чем первый этап могущества ойратов в Монголии закончился. Со смертью Эсэн ойраты полтора столетия не упоминались в истории Центральной Азии. Позднее в XVII веке возвышение Джунгарского ханства также связано с именами лидеров Чоросов. Хара-Хула, его сын Батур-хунтайджи фактически стали правителями всех ойратов.
Ойраты перестают упоминаться как отдельное племя в XV века, и именно в это время начинают упоминаться такие этнические группы, как дербеты и джунгары. С гибелью Эсэн-тайши его владения были поделены между его двумя сыновьями Боро-Нахалом и Эсмэт-Дархан-нойоном. Причём те ойраты, которые отошли к Боро-Нахалу, стали называться дербеты, подданные же Эсмэт-Дархан-нойона — зюнгарами (джунгарами). Таким образом, административно-географическое понятие («джунгар», «зюнгар») почти полностью вытеснило этноним «ойрат». Поголовным истреблением джунгаров в 1757—1758 годах после разгрома Джунгарского ханства Цинской империей и объясняется их исчезновение как отдельного этнического компонента в составе ойратов.
Чоросский род дербетских нойонов Тундутовых — один из старейших калмыцких родов. Родоначальник рода Удунтай-тайши дал имя роду Тундут. О Удунтае-тайши упоминает в «Сказании о дербен-ойратах» Батур-Убаши Тюменя.
Далее род продолжили: Тойона был сын Баатр-Малай, у него — сын Эрке-тайши, сын Солом-Дорджи (ум. 1749), сын Тундут, сын Чууче-тайши (наместник Калмыцкого ханства при царствовании Павла I), Джамба-тайши (герой Отечественной войны 1812 года). Его правнук князь Церен-Давид Тундутов был выбран в Государственную Думу, обладал особой печатью («вечной визой») Далай-ламы, а праправнук Данзан Давидович Тундутов, князь, полковник, участник первой мировой войны, был адъютантом главнокомандующего войсками Кавказского фронта — великого князя Николая Николаевича Романова, затем атаманом Астраханского казачьего войска.

## Мифология
Миф о найдёныше сверхъестественного происхождения, который был предком рода Чорос, содержится в калмыцких исторических сочинениях Габан-Шараба и Батур-Убаши Тюменя «Сказание о дербен-ойратах» (1737) / «Сказание о дербен-ойратах» (1819) и в хронике «Краткая история калмыцких ханов»:
«Один звериный охотник под кривым деревом нашёл лежащее дитя. Того дерева фигура была наподобие винокурной трубы, почему дитя и было названо цорос, то есть кривое, и, якобы, то дерево произросло от птицы, называемой ули, и лежащее под ним дитя питалось падающими с него каплями».

"… один охотник отправился в лес ловить зверей. Он там нашёл маленького ребёнка, лежавшего под деревом, и взял его к себе. Так как форма нароста дерева, под которым находился мальчик, была подобна форме цорго, то охотник назвал мальчика Цорос/Чорос. Потом накормил его соком дерева, вливая по капле в рот. Так как вблизи не было приличного существа, то охотник наименовал мальчика «имеющим мать — дерево с наростом, имеющим отца — птицу пугача».
Миф о Чоросе также изложен в сочинении П. С. Палласа, а также до недавнего времени сохранялся в устных преданиях азиатских и европейских ойратов (записи А. М. Позднеева, Григория Потанина, Бориса Владимирцова, Алексея Бурдукова).
Согласно версии, записанной Владимирцовым в 1908 году у дербетов Кобдо, прародителем рода Чорос был сын молодого охотника и небесной девы. Согласно сюжетной линии различных версий ойратских легенд, часть племени, уцелевшая после кровопролитной войны и бежавшая в безлюдные, недоступные места избирает найденного ребёнка своим князем (в этом сюжете сочетаются мотивы архаических генеалогических мифов монгольских народов с более поздними, обосновывающими сакральность верховной власти). Согласно архаичному мифу, характерному для шаманской мифологии, ребёнком Чорос лежал под деревом (под двумя деревьями, чьи вершины соединялись) или в дупле дерева и питался стекающим ему в рот древесным соком, а наверху летала сова. 
Миф о предке чоросских нойонов, является, по всей видимости, усеченной версией мифа о происхождении уйгурских ханов.

## Этимология этнонима и происхождение рода
По одной из версий слово «чорос» происходит от персидского «чоро» — четыре, что связано с происхождением дербетов от четырёх сыновей Дува-Сохора. Основатель рода дурбэнов — Дува-Сохор, происходил по мужской линии в 11 поколении (промежуток около 400 лет) от легендарного прапредка всех монголов — Бортэ-Чино (Серый волк). После смерти Дува-Сохора, четыре его сына, не признавая своего дядю по отцу Добун-Мэргэна, откочевали от него и образовали «дурбэн-иргэн» — племя дурбэн. Позднее, после распада Монгольской империи на отдельные улусы, в Могулистане (государстве образовавшимся в результате распада Чагатайского улуса) в XIV—XVII веках дербеты в окружении ираноязычных и тюркских народов получают название «чорас» — от персидско-таджикского слова «чоро» — «четыре», то есть то же самое, что и «дөрвөн» у монголов.
«Дорбен» (дурбэн, дербен) на монгольском, калмыцком и ойратском языках означает — «четыре». Монгольский историк А. Очир происхождение аристократического рода Чорос возводил к старшему сыну Дува-Сохора — Доною.
По версии, записанной Владимирцовым в 1908 году этноним Чорос/Цорос происходит от названия «цорбогор аяга» — закрытой чашки с носиком, из которой питался прародитель рода. По версии эмчи Габан-Шараба (1737), автора «Сказания об ойратах»: Цорос — это имя ребёнка, от которого пошло название рода, названного так, потому что дерево, под которым он был найден, напоминало винокурную трубу (цорго). Алтайский исследователь Екеев считает это народными этимологиями То же самое, то есть носик посуды означает кыргызское слово «чорго».
Слово чор (чоро) со значением друг, товарищ имеются в древнем персидском и санскрите, в совр. узбекском (jora), уйгурском (joro). Неклюдов упоминает, что чорос, цорос — мн. число от чоро (ойрат. цор, ср. кыпчак. чора, шора), «герой, богатырь». Возможно это же слово зафиксировано в этнониме шор (шорцы). В алтайском языке чор — богатырь, воинственный. В киргизском эпосе «Манас» кырк чоро — сорок витязей, в совр. кирг. джоро — друг, близкий друг. Одним из первых, кто предложил этимологию «чорос» от кыргызского слова «чоро» был финский дипломат и учёный шведского происхождения Густав Ион Рамстедт. Этой версии также придерживался Г. О. Авляев.

## Генеалогия чоросских нойонов
Согласно монгольской летописи «Алтан Тобчи» первым известным лицом, от которого ведут свою родословную чоросские нойоны, был Худхай-Тайю. В этом документе указано, что он был сановником (тысячником) монгольского Элбэг-хана, правившего в 1392—1399 годах.
Иакинф Бичурин описывая родословную чоросских князей, по всей видимости по «Мин ши» (Бохань → Улиньтай-Бадай Тайши → Гохай Дае → Урлук Ноинь → Батула Чинсан → Эсень (объединивший Монголию и погибший в 1455 году), поясняет «Эсенев второй сын Эсмет Дархан Ноинь, а старший его сын Боро-Нахал получил особливый удел под названием Дурбот. Должно полагать, что до сего времени Калмыцкие Владетели назывались просто Ойратами, а название Четырёх Ойратов (Дурбэн Ойрат) приняли уже по основании Дурботского Дома».
В монгольской летописи «Шара туджи» эта родословная выглядит несколько иначе: Сын Худхай-Тайю был Батула-чинсан, его сын Тогон-тайши, его сын Эсэн-тайши, его сын Араган-тайши, его сын Онгуца, его сын Булга-тайши, его сын Гумэчи Хара-Хула, его сын Хото-Хоцин Батур-хунтайджи, его сыновья Сенге и Галдан-Бошогту. Сыном Сенге был Цэван-Рабдан.
По Екееву, попытавшемуся составить родословную омога чорос по различным источникам и литературе (Бичурин Н., 1834; Моисеев В., 1999; Сухбаатар Н., 2000; КИЛП, 1969; Шара туджи, 1957; Златкин И., 1983; Чернышев А., 1990; Митиров А. Г., 1998.), она выглядит так: Бохань (Био-хан, Бёгю-хан, Буку-хан) → […] → Улинтай-Бадан-тайши → Хутхай-тафу (Гоухай-дают, Гохай-дае, Хоохой-таяу, Хутхай дайю) → Батула-чинсан (Махаму, Махмуд) → Тогон-тайши → Эсен-тайши → Юштёмёр (Юштюмюй, Ештеме, Эстуми) → Боронагул (Боро-нахыл) → …].
По данным «Мин ши», один из юаньских военачальников Мункэ-Темир ещё до свержения Юаней (или вскоре после этого) объявил себя правителем ойратов, после смерти Мункэ-Темира его владение распалось на три части, каждой из которых управлял отдельный правитель: Махаму, Тайпин и Бату-Болод. Златкин отмечает, что в 1409 году минский император Чжу-Ди наградил почетными титулами и ценными дарами трех ойратских правителей, уделив особое внимание Махаму.
Следует отметить, что по мнению Екеева, Махаму (Махмуд) из «Мин ши» и Батула-чинсан, сын Худхай-Тайю, являются одним лицом. Кроме этого Екеев, ссылаясь на «Мэн-гу-ю-му-цзи» и сочинения Бичурина, возводит чоросскую генеалогию к Био-хану (или Боханю), которого отождествляет с найманским Инанч-ханом (из сочинений Рашид-ад-дина) и уйгурским Буку-каганом (из «Ляо ши»), считая их одним лицом. Он предполагает, что уйгуро-огузский Буку-каган через тысячелетие стал Био-ханом преданий ойратских князей из рода Чорос.
Златкин считает, что в XVII веке, омок чорос (как дербет, уджиэд, багатуд и др.), упоминаемый в «Шара Туджи», являлся совокупностью сравнительно небольшого числа родственных индивидуальных аристократических семей, представители которых составляли княжеские династии. Следует отметить, что наряду с аристократическими семьями Чоросов наверняка существовали и менее знатные семьи, не зафиксированные в письменных источниках. Кроме этого, надо полагать, что подданные той или иной княжеской фамилии также носили это название, превращавшееся таким образом в их этноним.

## Наиболее известные представители
- Тогон (Тогон-тайджи, Тогон-тайши)
- Эсэн
- Хара-Хула
- Эрдэни-Батур
- Галдан-Бошогту
- Галдан-Цэрэн (Галдан-Церен)
- Гуркин, Григорий Иванович
- поздние джунгарские тайджи вплоть до калмыцких нойонов Тундутовых, оставивших заметный след в калмыцкой и российской истории.

## Сегодня
Род Чорос имеется у монголов Южной (Внутренней) Монголии. В независимой Монголии он встречается у потомков населения средневекового ойратского союза: дербетов (чорос, вариант цорос), олëтов, хотогойтов (чорос, вар. сорс), цаатанов (сорс). В России он встречается у алтайцев (чор — у тубаларов, чорос — телеутов) и калмыков (цорос — у ики дербет и Балдара аймаг бузава). Кроме этого имя Цорос носит сельский населённый пункт в Городовиковском районе Калмыкии. Он находится у шоссе Городовиковск — Яшалта в 2,2 км к северо-востоку от посёлка Южный, в 8,2 км к северо-востоку от Городовиковска на правой стороне Гахан-сала (балки Гахин).